# Ao Tanaka
Ao Tanaka (jap. 田中 碧 Tanaka Ao; ur. 10 września 1998 w Kawasaki) – japoński piłkarz występujący na pozycji defensywnego lub środkowego pomocnika w angielskim klubie Leeds United. W swojej karierze grał także w Kawasaki Frontale, którego jest wychowankiem. Młodzieżowy i seniorski reprezentant Japonii. Olimpijczyk z Tokio.